# Роджер Норрінгтон
Роджер Артур Карвер Норрінгтон (англ. Roger Arthur Carver Norrington; 16 березня 1934, Оксфорд — 18 липня 2025) — британський диригент, музичний організатор автентичного напрямку у виконавському мистецтві.

## Біографія
Син видавця і оксфордського академічного діяча Артура Норрінгтона (1899—1982). Навчався в Вестмінстерській школі, в кембриджському Клер-коледжі, в Королівському коледжі музики у сера Адріана Боулта. У 1960-х роках виступав як тенор, в 1962 році організував хор імені Шютца. В 1969—1984 роках обіймав посаду музичного директора оперного театру графства Кент.
В 1978 році заснував ансамбль аутентистів London Classical Players і до 1997 року був його музичним директором, впродовж тривалого часу концертмейстером цього оркестру був Джон Голловей. В 1985—1989 роках був головним диригентом Борнмутської симфонієти, в 1990—1994 роках очолював нью-йоркський Orchestra of St. Luke. В 1998 році очолив Симфонічний оркестр Штутгартського радіо. З 2006 року — художній радник Товариства Генделя і Гайдна (хор і оркестр «інструментів епохи» в Бостоні).
13 вересня 2008 року диригував в Лондоні останнім вечором Бі-Бі-Сі Промс.

## Репертуар
Виконує твори європейських композиторів від Шютца до Воана Вільямса.

## Визнання
Офіцер Ордену Британської імперії (1980), командор (1990) і лицар-бакалавр ордену (1997). Отримав премію Ехо-класик (2001), премію Бременського музичного фестивалю (2004) та інші нагороди.